# 顾尔镡事件
「顾尔镡事件」又称「“突破”事件」是指1980年在无锡太湖饭店举行的江苏省作协青年创作会议上，《雨花》杂志主编顾尔镡所作的发言《也谈突破》（发表在《雨花》杂志1980年第12期上），被人截头去尾上报中宣部，称“顾尔镡要突破‘四项原则’”，顾尔镡和他的文章立即成了资产阶级自由化的代表。

## 事件过程
1980年10月，江苏省作家协会在无锡太湖饭店举行青年创作会议，10月5日，省作协主席陆文夫作了《谈突破》的发言，着重谈文学创作如何突破。10月6日，《雨花》主编顾尔镡作了《也谈突破》的发言，也是主要谈文学创作如何突破的问题，后在《雨花》1980年第12期发表。
1981年3月2日，胡耀邦在中央书记处研究室编印的《情况简报》第137期上批示：
穆之、守一同志（并告周扬同志）：这是一个重大的政治事件，请再核实一下，并查查这个人的思想立场，如确实，这种人怎么能当主编？要在查明清楚后，由省委和中宣部加以处理，并通报全党。此事请抓紧进行，两个月内（最好一个月）要有结果。
三月二日
3月11日，江苏省委接到批示后，立即写出《江苏省委关于处理江苏江苏<雨花>杂志主编顾尔镡同志问题的情况报告》上报。
中央宣传部并请转报胡耀邦同志：
三月五日，中宣部向我们转达了胡耀邦同志的重要批示，严肃指出了江苏《雨花》杂志主编顾尔镡同志公开提出“突破”四项基本原则的错误言论，是一个重大的政治事件。我们当即作了研究，并布置省委宣传部对有关情况初步核查和了解。三月十日，省委召开党委会议，听取了省委宣传部的汇报，认真讨论了这一问题。在这以前，我们对顾尔镡同志去年十月在无锡召开的全省青年文学创作会议上发表“突破”四项基本原则的错误言论，继之又在《雨花》杂志上刊出《也谈突破》的文章，虽然有所察觉，也在常委会上多次讨论过，但并没有提到应有的政治高度予以重视。这次在讨论中，大家认为耀邦同志的批示，切中要害，是很正确的。顾尔镡同志的言论和文章，已经远远越出了文艺思想和创作理论的范围，是否定和摆脱党的领导，宣扬资产阶级自由化，从政治上针锋相对地向四个坚持挑战，其政治倾向是很明显的。因而，必须根据耀邦同志的批示，对顾尔镡同志的思想立场和历史表现，特别是三中全会以来的言论的文章，以及他与地下刊物的关系，等等，进行全面地深入地调查了解，进一步弄清楚他的问题及其性质。但考虑到文艺界的情况比较复杂，顾的错误言行在青年作者中还有一定的市场，我们在解决这一问题的步骤上要慎重、稳妥，逐步引向深入，力求取得好的效果。为了团结文艺界的绝大多数同志，把他们引导到坚持社会主义文艺思想的轨道上来，在处理顾尔镡同志的错误的过程中，从一开始，就要注意把政治问题和文艺思想的问题区别开来，把政治立场错误与一般思想认识问题区别开来。常委会议以后，我们将作进一步的调查研究，并由许家屯同志召集文联党组成员，传达学习耀邦同志的批示，动员他们召开文联扩大会议，联系实际，展开充分讨论，清理思想，统一认识，自觉地坚持四项基本原则，在政治上同党中央保持一致。同时，在文联党组的领导下，帮助顾尔镡同志认识错误的严重性，促其转变立场，作出深刻的检查。我们还打算结合党中央1号、2号、7号文件的深入贯彻，在报刊上陆续发表一些论述坚持四项基本原则、端正文艺思想，繁荣文艺创作的文章，以正面教育为主，并针对顾尔镡同志的错误言论，进行严肃的批判。
我们先将情况简要汇报如上，对这一问题的处理结果，待后省委将作专题报告。有何指示，盼及时告知。
中共江苏省委
一九八一年三月十一日
3月24日，中共中央书记处研究室将胡耀邦的批示和《江苏省委关于处理江苏江苏<雨花>杂志主编顾尔镡同志问题的情况报告》刊登在《情况通报》第64期上，通报给了各级宣传部门，顾尔镡的文章成了资产阶级自由化的代表作。

## 《也谈突破》的内容

### 突破的释义
“突破”不是贬义词，不是否定，不是毁弃某一事物；是发展，是前进，是上了新台阶，是指事物在原有基础上进入新阶段。

### 谈突破问题
“政治上突破，最主要的是‘四项原则’。”“要坚定不移遵循四项基本原则”但“四项原则本身也在发展”，而“我们对四项原则的认识也在不断加深”，因此认为“突破问题，就由此而生”。

### 谈党的领导
党的威信过去“在很大程度上是建立在个人迷信的基础上的，而且还不是自发的，是用权力建立的”，“这样的‘威信’降低，是好事坏事？我看是好事”。“党的威信不能借造神运动建立，领袖是神，当书记是神，一直到公社、大队书记，也都是神，是当一方土地，农民对土地奶奶放的屁都怕，共产党的威信能建立在这样的基础上吗？”“所以，我们现在说党的领导，内涵究竟是什么？”

### 谈马列主义
“老百姓有句话：经是好的，给歪嘴和尚念歪了。现在看，不仅如此。……我们把好多唯心主义，渗透、拌和进马列主义。”“因此，当我们说坚持马列的时候，就有一个坚持什么样的马列的问题”。马列主义“有假的，有半真半假的，有有待于发展的，还有有待于实践检验的，如果这些问题不搞清楚，我们又如何观察社会？”

### 谈社会主义的概念
如“封建社会主义”、“小资产阶级社会主义”等，“可见，社会主义本来就是社会科学领域中的科学实验”，“现在坚持社会主义，怎么坚持？封建主义、官僚主义和社会主义混杂在一起。”“从现状看……一切都在变，这就要求我们头脑中固有的社会主义概念也要跟着变。以不变应万变，天不变道亦不变，这些都是唯心主义”。

### 谈无产阶级专政
“我们已经是一个没有阶级的国家了，专政，专什么人？是的，还有敌对分子，刑事犯，小流氓，对付这些人有法律嘛。从理论上讲，我们还是无产阶级专政的国家，怎么理解？这个问题不搞清楚，弄得不好就会像以前一样，或坏人专好人的政。现在不是有人希望对文艺、文艺期刊实行专政吗？我们有的作品碰了碰特权分子，犯罪分子，就有人说我们是‘捅刀子’嘛，潜台词当然是要对‘捅刀子’的实行专政了。”

### 谈文艺理论
分清敌我，光明面与阴暗面，普及与提高等一系列问题上，要“突破”毛泽东的《在延安文艺座谈会上的讲话》。

## 后续
1981年5月17日下午，胡耀邦在中南海勤政殿与中宣部、文化部、广播局的十五位负责人进行座谈讲到了顾尔镡和《苦恋》的问题：
这几年文艺还是有很大成绩的，我们说三中全会以来开创一种新局面。这个局面已经到来了。就文艺说，的确创作了许多好作品，也有不好的，也可说是不成熟的东西，这是必然会出现的，在去年的创作会上我就讲过，每条战线主流都是这样，文艺战线也不例外，正确与错误总是相伴而行，哪里能只有正确没有一点错误，这是不可能的。所以，必须肯定成绩，也必须克服前进过程中有害的、不健康的东西。根据过去的经验，接受以往的教训，重要的一条是不要再吃不肯定主流的亏，主席为什么发动文化大革命，犯了那么大的错误？就是因为不肯承认主流，所以不能为了局部、少量的东西，就丢了大量、好的东西。
克服不健康的、错误的、有害的东西，特别是文艺战线，根据过去的历史经验，要采取很稳妥的方法。新中国文艺的历史情况表明，对怎样克服错误的东西很敏感。因为这条战线受惊特别厉害，惊弓之鸟，不是一次弓弹而是多次弓弹，惊的程度比其他战线更甚，所以要特别注意。最近对《苦恋》的批判，我看是需要的，是为了帮助作家，是为了教育大家，是有好处的。但是，现在回过头来看，如果在方法上更稳妥一些，可能效果更好一些。批判的办法和措辞更稳妥一些，不用评论员文章而用个人名义，可能效果更好一些。批评是有好处的。说到这个地方我想谈一下对江苏顾尔镡的批评。我写了一个批语，这个批语严厉了一些。据江苏的同志讲，顾尔镡这个同志还好嘛。今天给江苏打了电话，作了说明。报上批评一下可以，但要适可而止。我请人给他带个话：总结经验，振奋精神、好好工作。
《苦恋》这个作家还是写了不少好作品，但这篇是不健康的，有害的，批评是可以的，批评，我过去提出过是否叫评论好一些，既可以讲优点，又可以讲缺点。原来叫文艺批评本来就是这个意思。文艺批评叫惯了，就叫文艺批评也可以。批评是什么？其实就是搞卫生运动，洗脸，不要造成这种感觉：哎呀，谁又挨批了！
首先是可以、应该开展批评；
其次也允许反批评，也可以采取作者作自我批评；
三、发表批评文章一定要用个人名义；
四、批评文章要与作者分开，不要混为一谈；
五、要充分说理，说得好不容易；
最后，不要全国报纸一齐登，可以登也可以不登。
对于《苦恋》的批评，现在国内反映很强烈。国外也很强烈，如日本的《读卖新闻》，国外的批评我们不管他，国内的议论还没有平息下去。我的意见是先把它平息下去，不要吵了。如果有人问你们的意见，可以表示作品有缺点、错误，可以批评，批评是为了帮助，这样就把此案了啦，不要再挑啦。经验证明，有一些问题的处理放一段再说，这样会更好一些，比如，中央领导班子的调整，现在看来放这么一段有好处。北大关于批评《苦恋》传出一副对联：
“风声、雨声，不吱声，了此一生。国事，大事，不问事，平安无事。”
由此可以看出，文艺界的某些思想动向，应该注意。
5月21日，贺敬之传达胡耀邦的十七日讲话说“调查顾尔镡的问题的批示是根据整理的材料写的，整理的材料未完全反映顾尔镡文章的内容，这是一个值得注意的教训，因为看了摘要问题很严重，一看原文，并不是那么严重。”
之后，江苏省委副书记胡宏、宣传部长汪海粟找顾尔镡谈话，鼓励为主。在其后江苏作家协会代表大会上，顾尔镡被选为江苏作家协会副主席（常务）兼秘书长。